# Suleviae
Die Suleviae oder Suleiviae sind eine Gruppe von Göttinnen, die von den Kelten verehrt wurden. Von ihnen sind etwa 40 epigraphische Zeugnisse bekannt, vor allem im östlichen Gallien, in den Provinzen Gallia Belgica, Germania inferior, Germania superior, aber auch in Britannien, Noricum und eine große Anzahl in Rom. Die Suleviae werden mit den Matronen (Matres) in Verbindung gebracht und auch als Sonnen- und Heilgöttinnen sowie als Mutter- und Landesgöttinnen gesehen.

## Wortherkunft
Der Name Suleviae hängt vermutlich mit der Göttin Sulis (eventuell als Pluralform) und dem irischen Wort súil („Auge“) zusammen. Suleviae könnte auch auf die reguläre Pluralform eines u-Stammes *Sûleu̯es zurückgehen, wahrscheinlicher liegt die Pluralform des i-Stammes *Sûlei̯es zugrunde, die in gallorömischer Aussprache und Orthographie als Sulevis erscheint.

## Verehrung
Bei den Helvetiern war die Formel „seine Suleviae“ verbreitet und einmal in Rom „meine Suleviae“, was auf persönliche Schutzgöttinnen schließen lässt. Sie werden auch „seine häuslichen Suleviae“ genannt, Schwestern oder Mütter. All dies deutet auf eine familiäre Vertrautheit der Göttinnen hin. Manchmal tragen sie Beinamen wie „Iunonibus“ (nach der römischen Göttin Iuno) oder „Atumarae“.
In einer südgallischen Inschrift tritt nur eine einzelne Sulevia auf, die mit der römische Göttin Minerva gleichgesetzt wurde, während im römischen Heilbad  Aquae Sulis (heute: Bath, England) die Göttin Minerva Sul verehrt wurde. Interessant ist eine Inschrift aus demselben Ort, da sie vom Bildhauer Sulinus den Suleviae gestiftet worden ist.